# Strada statale 464 di Spilimbergo
La ex strada statale 464 di Spilimbergo (SS 464), ora strada regionale 464 di Spilimbergo (SR 464), è una strada regionale italiana, che si sviluppa in Friuli-Venezia Giulia: rappresenta un importante collegamento tra la parte settentrionale della provincia di Pordenone e l'Udinese.

## Percorso
Parte da Maniago, in provincia di Pordenone, e corre verso oriente toccando Colle (comune di Arba), Sequals, giungendo poi nella cittadina che le dà il nome, ossia Spilimbergo. Da qui la strada supera il fiume Tagliamento per entrare nella provincia di Udine attraverso il ponte di Dignano. In tale località la strada si interseca con la strada statale 463 del Tagliamento. La strada prosegue toccando Cisterna di Coseano, Silvella, San Vito di Fagagna, Villalta e Martignacco per terminare alla periferia nord-ovest di Udine, dopo aver intersecato anche la strada statale 13 Pontebbana, nel tratto in cui essa funge da tangenziale Ovest per la città friulana.
Dal 1º gennaio 2008 la gestione è passata alla Regione Friuli-Venezia Giulia, che ha provveduto al trasferimento delle competenze alla società Friuli Venezia Giulia Strade S.p.A..